# Deichtorhallen

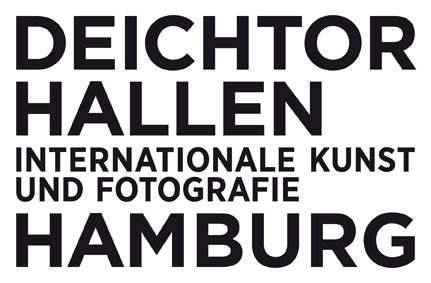
Logotipo de Deichtorhallen.

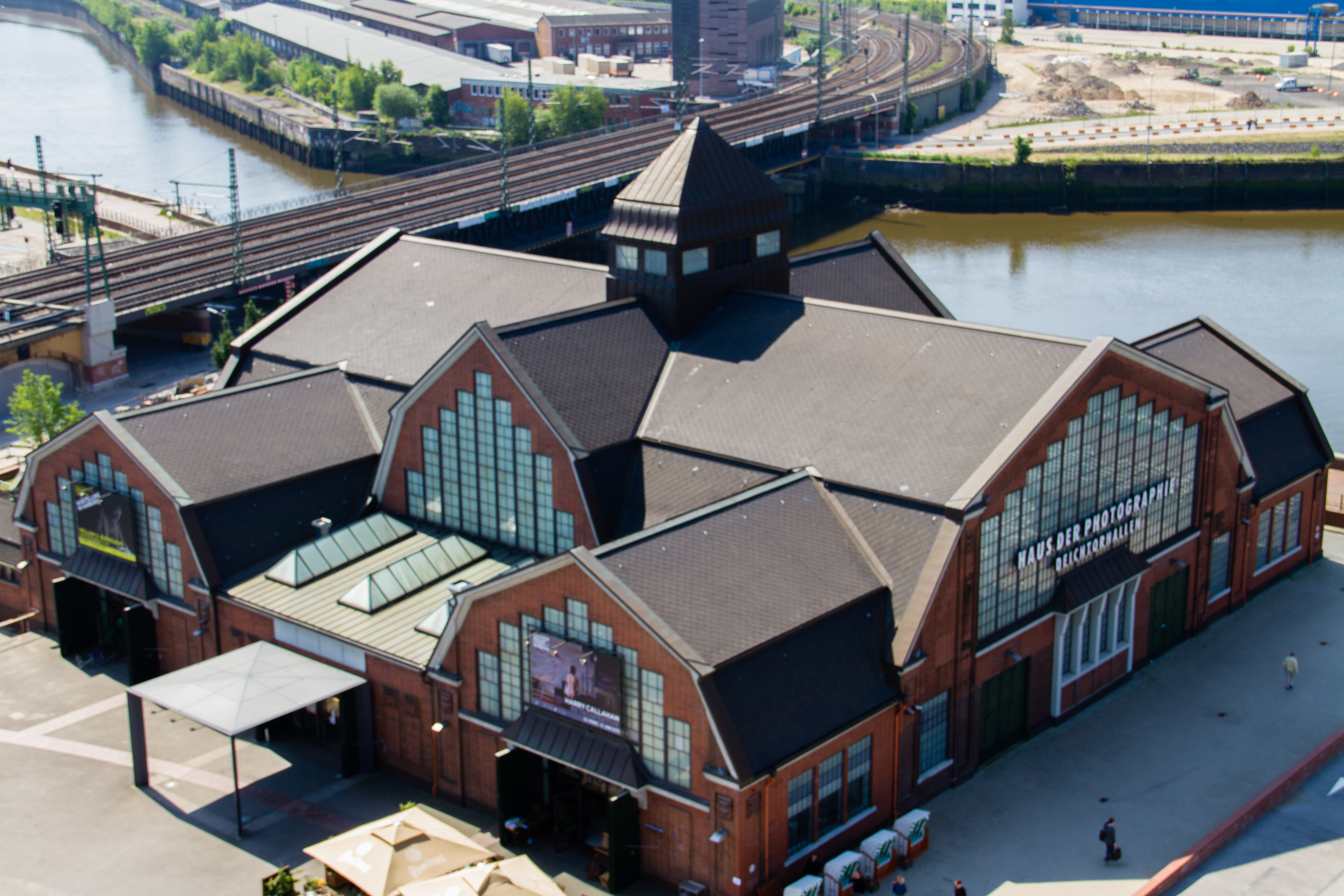
Vista del lado del norte y del oeste del Deichtorhallen.

El Deichtorhallen en Hamburgo, Alemania, es uno de los centros de arte más grandes dedicado a la fotografía y el arte contemporáneo. Dispone de dos edificios históricos que datan de 1911 a 1913 y son ejemplares en su estilo con sus estructuras abiertas de acero y cristal. Su arquitectura crea un escenario espectacular para importantes exposiciones internacionales. Desde 2011, los dos edificios iniciales, el Hamburgo Kunstmeile y el Hafencity, disponen del  Sammlung Falckenberg a modo de satélite en distrito de  Hamburgo.

## Historia
Entre 1911 y 1914, el "Deichtorhallen" se utilizó como salas de mercado en la estación de ferrocarril de la línea entre Berlín y Hamburgo. Estos edificios son uno de los pocos ejemplos supervivientes de la arquitectura industrial en el periodo de transición entre el Art Nouveau y los estilos del siglo XX. Las dos salas disponen de estructuras de acero abiertas; la sala del norte es un edificio longitudinal con tres naves y unos 3800 m² en la nave central. La sala del sur, de unos 1800 m² es un edificio que dispone un techo de linterna. Rupprecht Matthies creó dos "cilindros longitudinales" por donde los visitantes pueden andar a través de la Deichtorplatz que contiene una escultura de Richard Serra. En la sala del norte,  hay una línea de escritura de neón realizada por Mario Merz y un "Disco Azul" hecho por Imi Knoebel. 
La fundación Körber donó el restaurado Deichtorhallen a la Ciudad de Hamburgo. El 9 de noviembre de 1989 se abrió con el espectáculo "Einleuchten", comisariado por Harald Szeemann. Su programa de exposiciones abiertas de arte internacional para fotografía y arte contemporáneo dispone de tres pilares de actividades y tres instituciones bajo la marca Deichtorhallen. Desde 2009, Dirk Luckow ha sido el director Artístico de Deichtorhallen de Hamburgo.

## Exposiciones (selección)
- Wolfgang Tillmans (2001)
- Martin Parr (2004)
- Jonathan Meese (2006)
- Georg Baselitz (2007)
- Erwin Wurm (2007)
- Fischli & Weiss (2008)
- Lillian Bassman / Paul Himmel (2009)
- Herbert Tobias (2009)
- Katharina Fritsch (2009)
- Nobuyoshi Araki (2010)
- Poul Gernes (2010)
- Julia Stoschek Colección (2010)
- Gilbert & George (2011)
- Marilyn Minter (2011)
- Campo de horizonte Hamburgo por Antony Gormley (2012)
- Sarah Luna (2015)